# Tsunami de 479 av. J.-C. en mer Égée
Le 29 mars 479 av. J.-C., les côtes nord-ouest de la mer Egée, en particulier le pourtour du golfe Thermaïque, sont touchées par un tsunami dont la hauteur dépasse celle d'un homme, qui fait de nombreux dégâts et participe à la défaite de l'armée perse du général Artabaze contre la ville grecque de Potidée durant les guerres médiques.
Ce tsunami est particulièrement remarquable car il semble être l'objet de la première mention historique d'un tel évènement, avec la description aujourd'hui connue de ses effets : retrait de la mer, arrivée de la vague, submersion du rivage.
En particulier, les évènements sont rapportés ainsi par Hérodote, considéré comme le premier historien de l'histoire, une trentaine d'années après : 

« Artabaze était depuis trois mois devant Potidée lorsqu'un jour la mer se retira très loin du rivage et pendant longtemps ; quand les Barbares virent les bas-fonds découverts par les eaux, ils passèrent par là pour pénétrer dans la presqu'île de Pallène. Ils avaient déjà fait les deux cinquièmes du chemin, ils en avaient encore trois à parcourir pour l'atteindre lorsque la mer se mit à monter, plus haut qu'elle ne l'avait jamais fait, selon les gens de ce pays où de telles marées sont fréquentes. Les soldats qui ne savaient pas nager périrent, et les gens de Potidée vinrent en barque massacrer les autres. Cette marée si forte et le malheur des Perses eurent pour cause, disent les Potidéates, la profanation du temple de Poséidon et de sa statue, qui sont dans le faubourg de la ville, par les soldats perses, ceux-là justement que la mer fit périr ; en en donnant cette cause, ils me paraissent d'ailleurs dire vrai. »

— Hérodote, Histoire, Livre 8 : Uranie, Chapitre CXXIX
Durant l'été 426 av. J.-C., une cinquantaine d'années plus tard, Thucydide, autre grand historien grec, dans sa Guerre du Péloponnèse, rapporte à son tour des faits similaires, et les commente :

« On vit à Orobiaï, en Eubée, la mer s'éloigner de ce qui était alors le rivage, puis se soulever et déferler sur une partie du territoire de cette cité, dont une certaine étendue resta submergée, alors qu'ailleurs les flots se retiraient. […]
Ces raz-de-marée sont provoqués, selon moi, par les séismes. Là où la secousse est la plus forte, les flots sont entraînés loin du rivage, avant de revenir brusquement pour déferler sur les terres avec d'autant plus de violence. Je ne crois pas que ce phénomène puisse se produire s'il n'y a pas de tremblement de terre. »

— Thucydide, La Guerre du Péloponnèse